# Strange (видеоальбом)
«Strange — это чёрно-белый фильм о и с участием Depeche Mode, основанный на любви, или на жизни, или на вожделении, или вообще ни на чём конкретном»
Strange (A Black and White Mode by Anton Corbijn) — фильм Антона Корбейна 1988 года, в который вошли все снятые им на тот момент видеоклипы группы Depeche Mode. Корбейн также выступил и оператором, собственноручно сняв материал на черно-белую Super 8, что придавало клипам сходство с фильмами французской новой волны.
Рецензент Record Mirror высоко оценил клипы, «снятые полностью на тёмную, зернистую черно-белую плёнку „Super 8“, которую слишком часто использовали в последнее время в вульгарных американских видео. В руках Корбейна и „Депешей“, впрочем, она приобретает потрясающие новые качества, перемещая вас в пугающий, но одновременно затягивающий мир, где странным образом соседствуют Лос-Анджелес, Дания и Франция».
Видеоальбом выпускался на VHS в Европе и США, а также на лазерном диске в Японии. Американская ассоциация звукозаписывающих компаний присвоила ему золотой статус.

## Список композиций
Слова и музыка всех песен — написаны Мартином Гором.
| №                   | Название                  | Длительность |
| ------------------- | ------------------------- | ------------ |
| 1.                  | «A Question of Time»      |              |
| 2.                  | «Strangelove»             |              |
| 3.                  | «Never Let Me Down Again» |              |
| 4.                  | «Behind the Wheel»        |              |
| 5.                  | «Pimpf»                   |              |
| Общая длительность: | Общая длительность:       | ~30:00       |